# Piagnoni

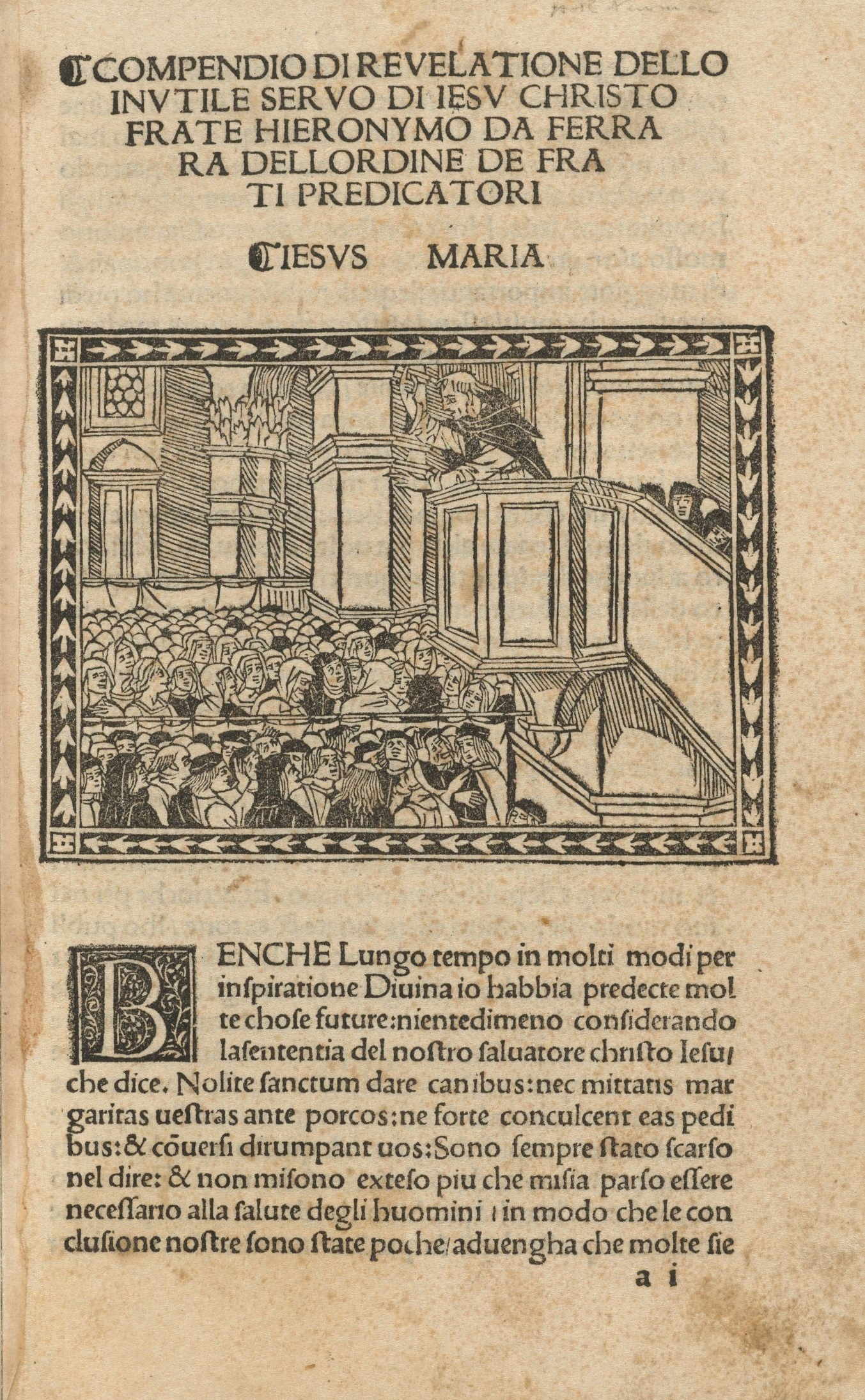
Pagina uit Compendio di revelatione dello invtile servo di Iesv Christo frate Hieronymo da Ferrara dello ordine de Frati Predicatori (Florence, 1496) door Girolamo Savonarola (1452-1498). Inc 6316.10 (A), Houghton Library, Harvard University

Piagnoni (Italiaans: "huilers" of "dwepers") was een spotnaam die eind 15e eeuw in Toscane werd gegeven aan de vurige aanhangers van de dominicaanse monnik fra Girolamo Savonarola. Zijn volgelingen werden piagnoni genoemd vanwege het overdreven belijden van hun zonden en veelvuldig wenen tijdens Savonarola's diensten. Met het argument van de toorn van God drongen piagnoni voortdurend aan op hervormingen en wilden aan het dagelijks leven een sfeer van boetedoening en berouw opleggen. Religieuze vroomheid, nederigheid, de moed om anderen te corrigeren uit christelijke liefdadigheid, eenvoud en wijsheid behoorden tot het ideaal van deugd en gedrag van de piagnoni.
Kunstenaars, waaronder Botticelli en Fra Bartolommeo, en intellectuelen zoals de filosoof Giovanni Pico della Mirandola, voelden zich aangetrokken tot Savonarola's gedachtegoed. Het waren echter vooral de mensen uit het volk die massaal toestroomden als Savonarola preekte. Behalve hun traditionele godsdienstige dispositie en trouw aan de Florentijnse republiek, was angst een belangrijke motivatie voor hun devotie. Savonarola overtuigde zijn volgelingen ervan dat een nieuwe wereld van hen, de "kinderen van God", zou moeten komen en dat God Florence had gekozen als "het nieuwe Jeruzalem". Piagnoni geloofden dat ze de vox Dei, de stem van God, hoorden, door hem. Savonarola was hun profeet.
Savonarola maakte een uitstekend gebruik van de drukpers als middel tot verandering in moraal en cultuur. Tijdens een dienst op 2 november 1496 (Allerzielen) predikte hij over L'arte del ben morire (de kunst van het sterven). Savonarola zag het belang in van het gebruik van afbeeldingen om zijn volgelingen een levendiger voorstelling van de dood te geven. Veel piagnoni maakten geruime tijd voordat ze ziek en stervende waren hun testament op. Soms ging dit vergezeld van een spirituele, quasi sacramentele ceremonie waarbij broeders van het San Marcoklooster als getuigen optraden. Sterven zonder het nalaten van een testament werd als zondig gezien.
Vanaf 1497 organiseerde Savonarola groepen jongemannen (de fanciulli) die van huis tot huis gingen om inwoners van Florence over te halen tot het opgeven van wereldse bezittingen die tot zonde konden aanzetten, zoals boeken, schilderijen, muziekinstrumenten en elegante jurken. De geroofde goederen, waaronder ook dobbelstenen, speelkaarten, cosmetica en spiegels, werden op de stadspleinen verbrand in het Vreugdevuur der ijdelheden.

## Politiek
Politiek actieve piagnoni vormden wat in essentie een politieke factie was (bekend als de frateschi). Ze hadden zich al vóór de dood van Lorenzo il Magnifico in 1492 rondom de monnik verzameld en waren bittere tegenstanders van de arrabbiati, vertegenwoordigers van de seculiere Florentijnse republiek. Savonarola predikte tegen wat hij zag als 'de lakse en corrupte clerus'. Hij riep op tot het stichten van een theocratische republiek en wilde politieke en religieuze hervormingen invoeren, waarbij de kerk zich moest beperken tot de sacramentalia en het charitatieve werk overlaten aan leken. Op 23 of 24 december 1494 richtte Savonarola een nieuwe wetgevende vergadering op, de Grote Raad (Consiglio Grande), de volksvergadering van de Florentijnse republiek.
De factie van de piagnoni was actief vanaf 1490 tot de eerste decennia van de 16e eeuw.

## Na de dood van Savonarola
Savonarola kwam in conflict met paus Alexander VI wat uiteindelijk leidde tot zijn ophanging en dood op de brandstapel. In de weken voorafgaand aan en na de executie van Savonarola in 1498 deden zijn Florentijnse vijanden hun best om de resterende piagnoni te onderdrukken. De meest prominente bondgenoten en medewerkers van Savonarola werden gevangengezet, verbannen of beboet. Savonarola's geschriften werden verboden, verzameld en vernietigd. Het was verboden om over zijn leerstellingen te discussiëren of zelfs maar het woord 'piagnone' uit te spreken.
De politieke factie van de piagnoni ging ondergronds door met de strijd - zelfs nadat de familie De' Medici weer aan de macht was in Florence - maar verloor geleidelijk aan zijn doelen uit het oog. Sommige piagnoni bekeerden zich tot het protestantisme, anderen spraken zich in hun geschriften uit tegen de stellingen van Maarten Luther.
Filippo Romolo Neri (Florence, 21 juli 1515 - Rome, 26 mei 1595), priester en lid van de formatori, was een devoot volger van Savonarola en stichter van de orde der oratorianen (Confederatio Oratorii Sancti Philippi Nerii). Hij zou een invloedrijk figuur worden binnen de contrareformatie.

## Galerij

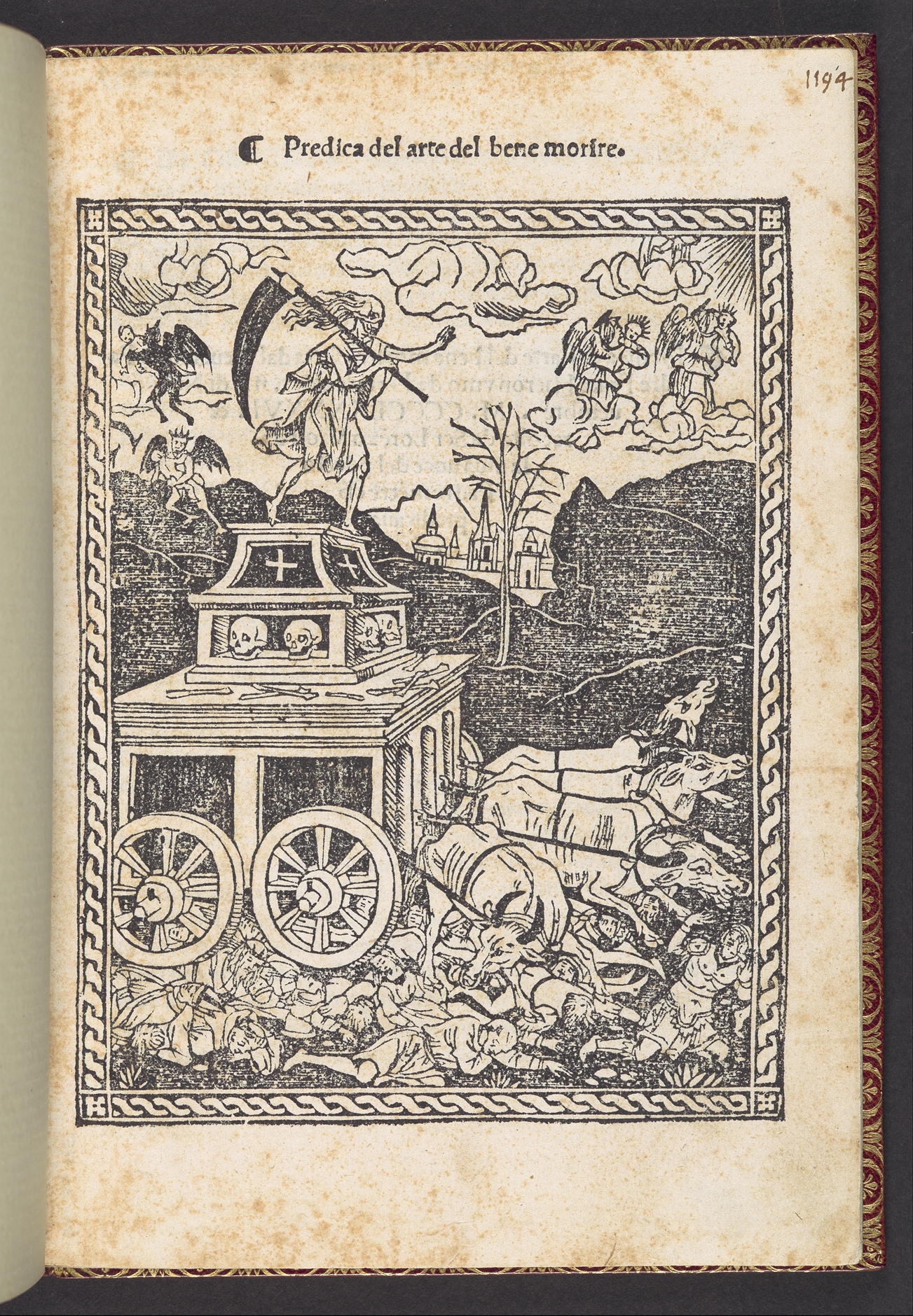
Savonarola, titelpagina van Predica del arte del bene morire (Preek over de kunst te sterven), 1502
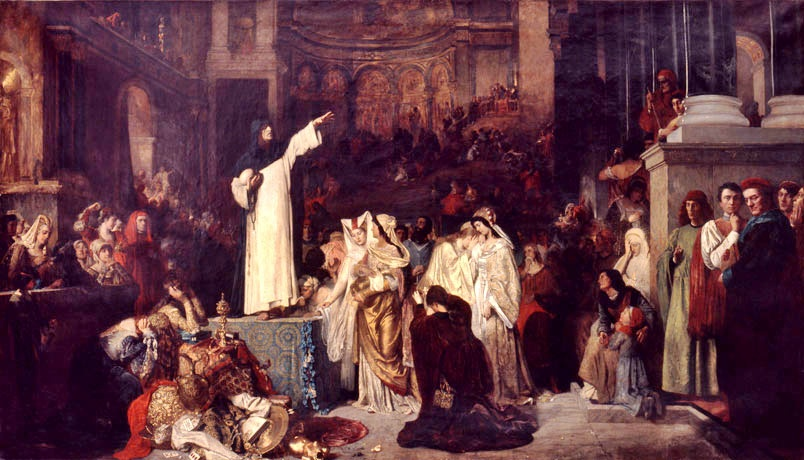
Ludwig von Langenmantel, Savonarola predikt, 1879
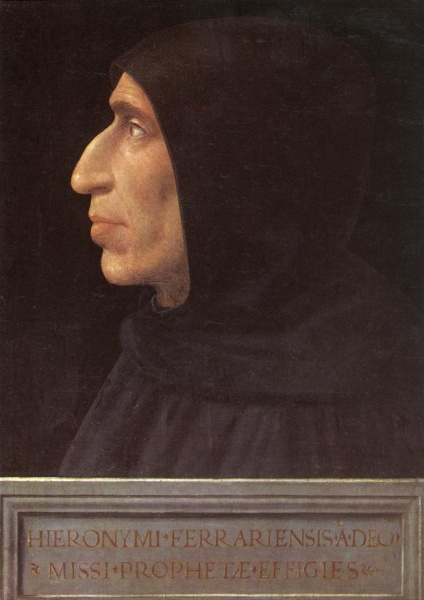
Fra Bartolomeo, Portret van Girolamo Savonarola, ca. 1498
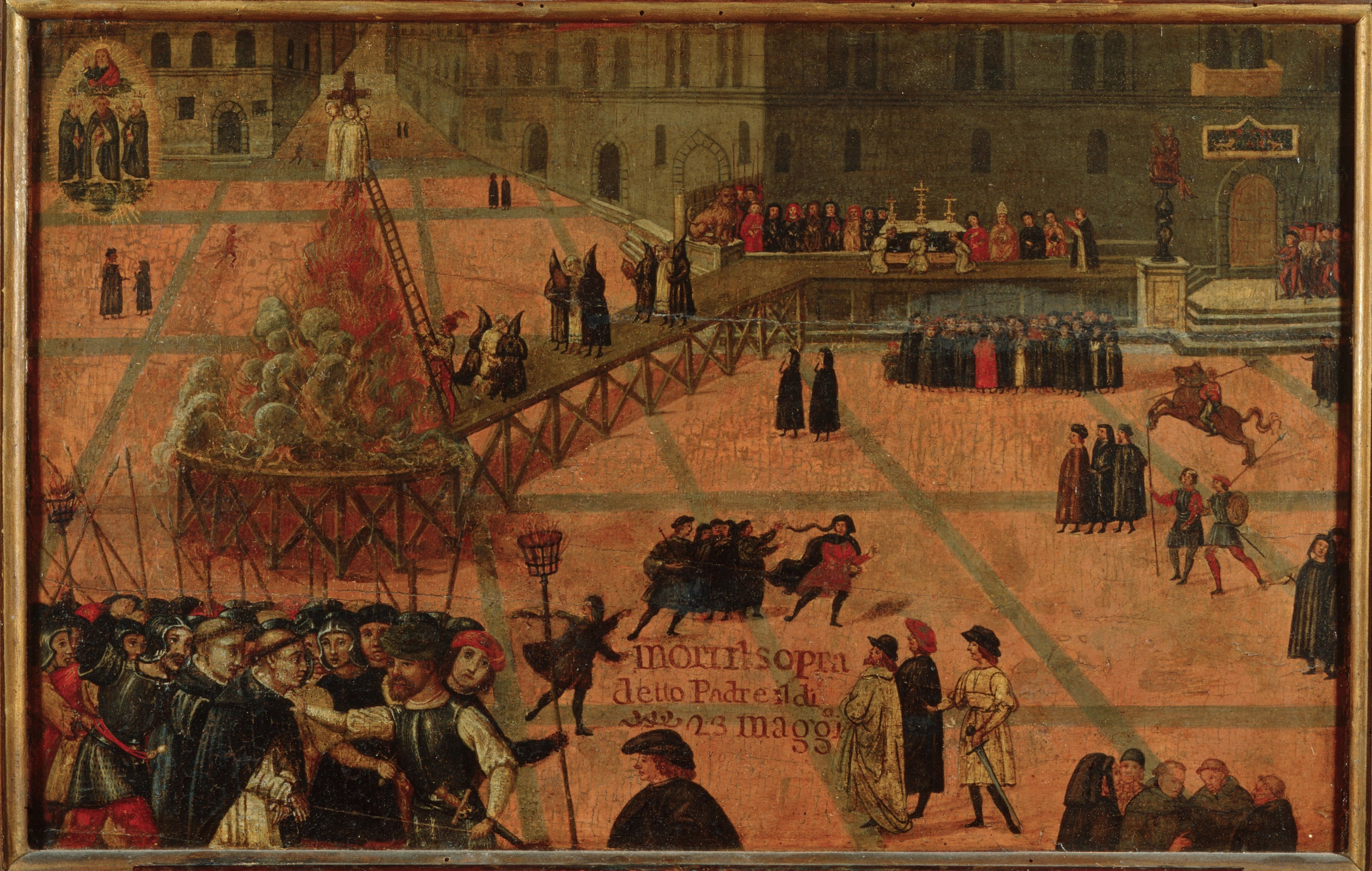
Filippo Dolciati, De executie van Girolamo Savonarola, 1498, Museo di San Marco (Florence)
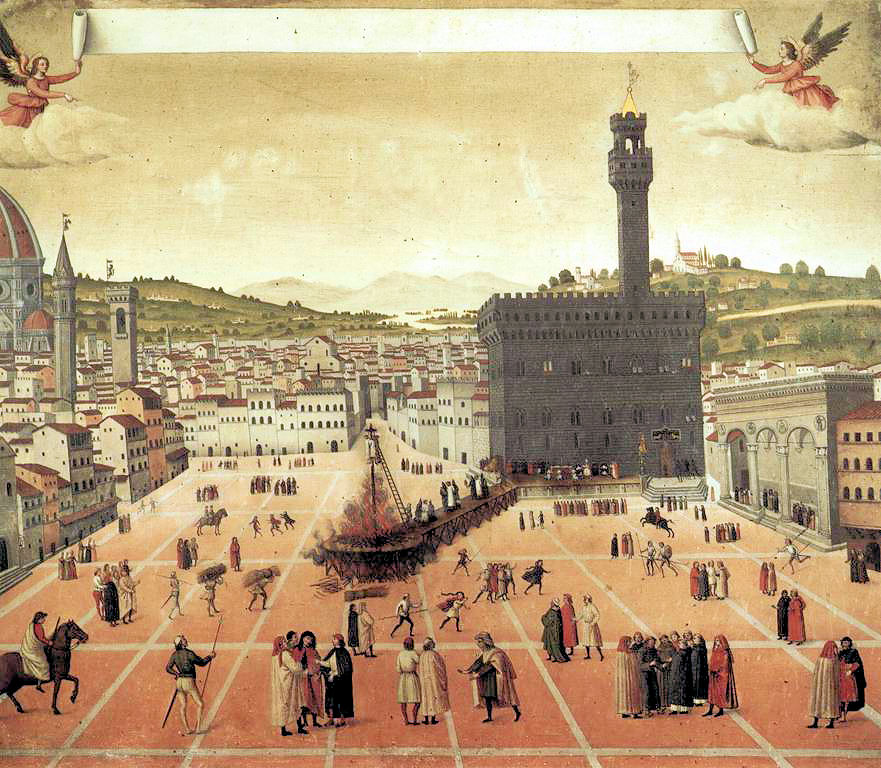
Anonieme kopie naar Francesco Rosselli, Ophangen en verbranden van Girolamo Savonarola op Piazza della Signoria in Florence in 1498, ca. 1650
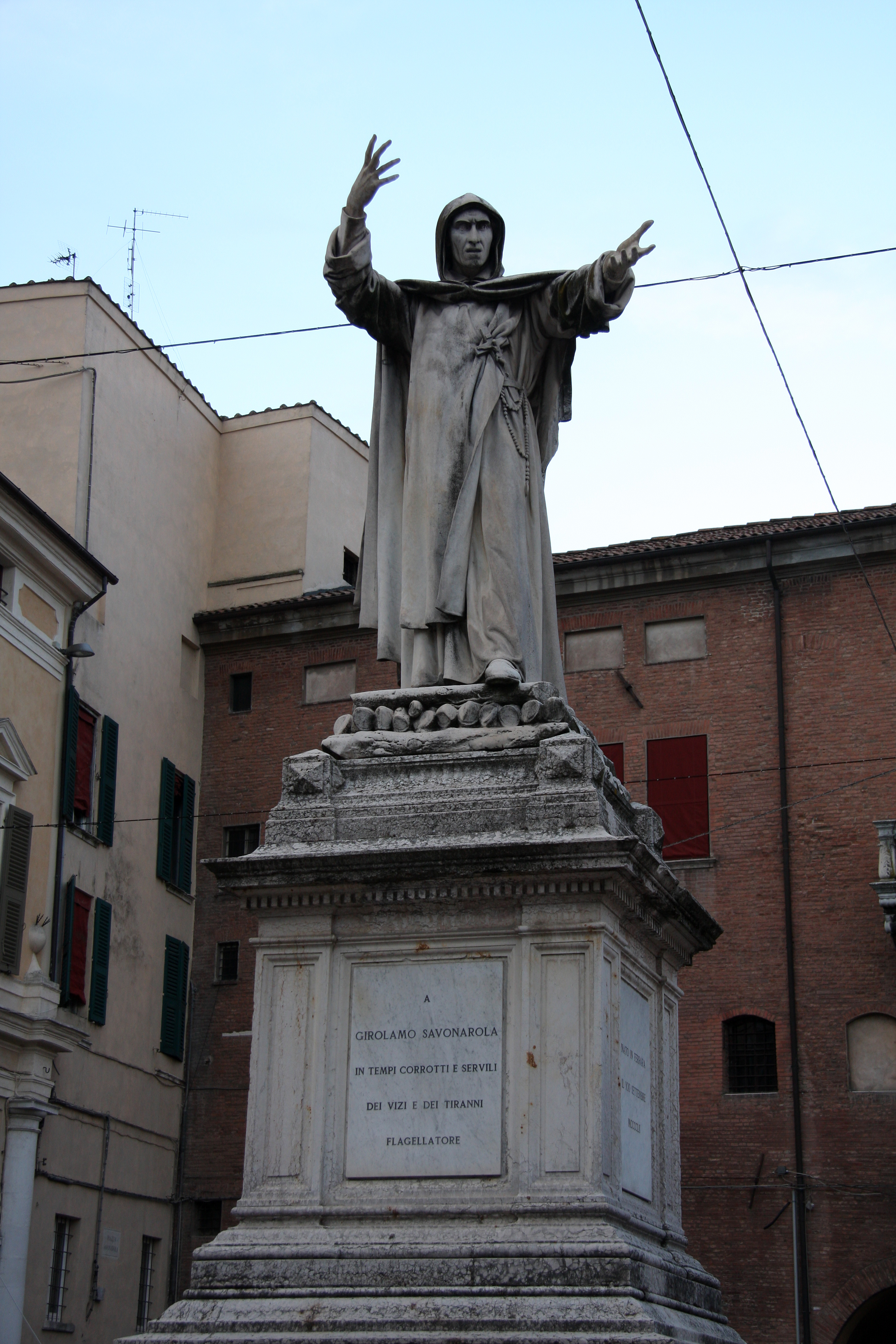
Monument Girolamo Savonarola in Ferrara.